# Cordillera Darwin
Cordillera Darwin är en bergskedja i Chile.   Den ligger i regionen Región de Magallanes y de la Antártica Chilena, i den södra delen av landet, 2 400 km söder om huvudstaden Santiago de Chile.
Cordillera Darwin sträcker sig 50 km i sydostlig-nordvästlig riktning. Den högsta toppen är Monte Darwin, 2 438 meter över havet.
Topografiskt ingår följande toppar i Cordillera Darwin:
- Cerro Luis de Saboya
- Cerro Mayo
- Monte Darwin

Trakten runt Cordillera Darwin är nära nog obefolkad, med mindre än två invånare per kvadratkilometer.